# دوريس سالامو
دوريس سالامو فواكومبوتو (بالإنجليزية: Doris Salomo Fuakuputu) (مواليد 18 أبريل 1984 في كينشاسا، زائير) لاعب كرة قدم كونغولي ديمقراطي يلعب حاليا لصالح نادي الدرجة الأولى المحرق البحريني في مركز المهاجم من 2016 كما يجيد اللعب في مركز الجناح الأيمن.

## السيرة الذاتية
بدأ سالامو مسيرته الرياضية في بلاده الكونغو الديمقراطية مع أندية اية.اس.سودى جراف وكاستلبلانيو أنغيلي وكينغولانا من 2001 إلى 2005.
ثم احترف في إيطاليا من 2005 إلى 2010 في سبعة أندية تنتمي إلى الدرجة الثانية والثالثة والرابعة.
في عام 2010 انتقل سالامو إلى الفتح السعودي. استطاع سالامو أن يساهم في تتويج الفتح ببطولة الدوري السعودي للمرة الأولى في تاريخه وذلك في موسم 2012-13. استطاع أن يكون سالامو أفضل هداف أجنبي في تاريخ دوري المحترفين السعودي وذلك بتسجيله 54 هدف خلال الخمس السنوات التي قضاها مع الفتح.
في عام 2015 قرر سالامو الانضمام إلى القادسية الكويتي لمدة موسم واحد. في منتصف الموسم أي في يناير 2016 قرر سالامو فسخ عقده مع القادسية والانتقال إلى العربي الكويتي حتى نهاية الموسم.
في سبتمبر 2016 انتقل سالامو إلى المحرق الذي ينافس في الدوري البحريني الممتاز لمدة موسم واحد.

## الإنجازات

### الفتح
- الدوري السعودي الممتاز : 2012-13
- كأس السوبر السعودي : 2013

## روابط خارجية
- دوريس سالامو على موقع ناشيونال فوتبول تيمز (الإنجليزية)
- دوريس سالامو على موقع Soccerway.com (الإنجليزية)